# Memed mein Falke

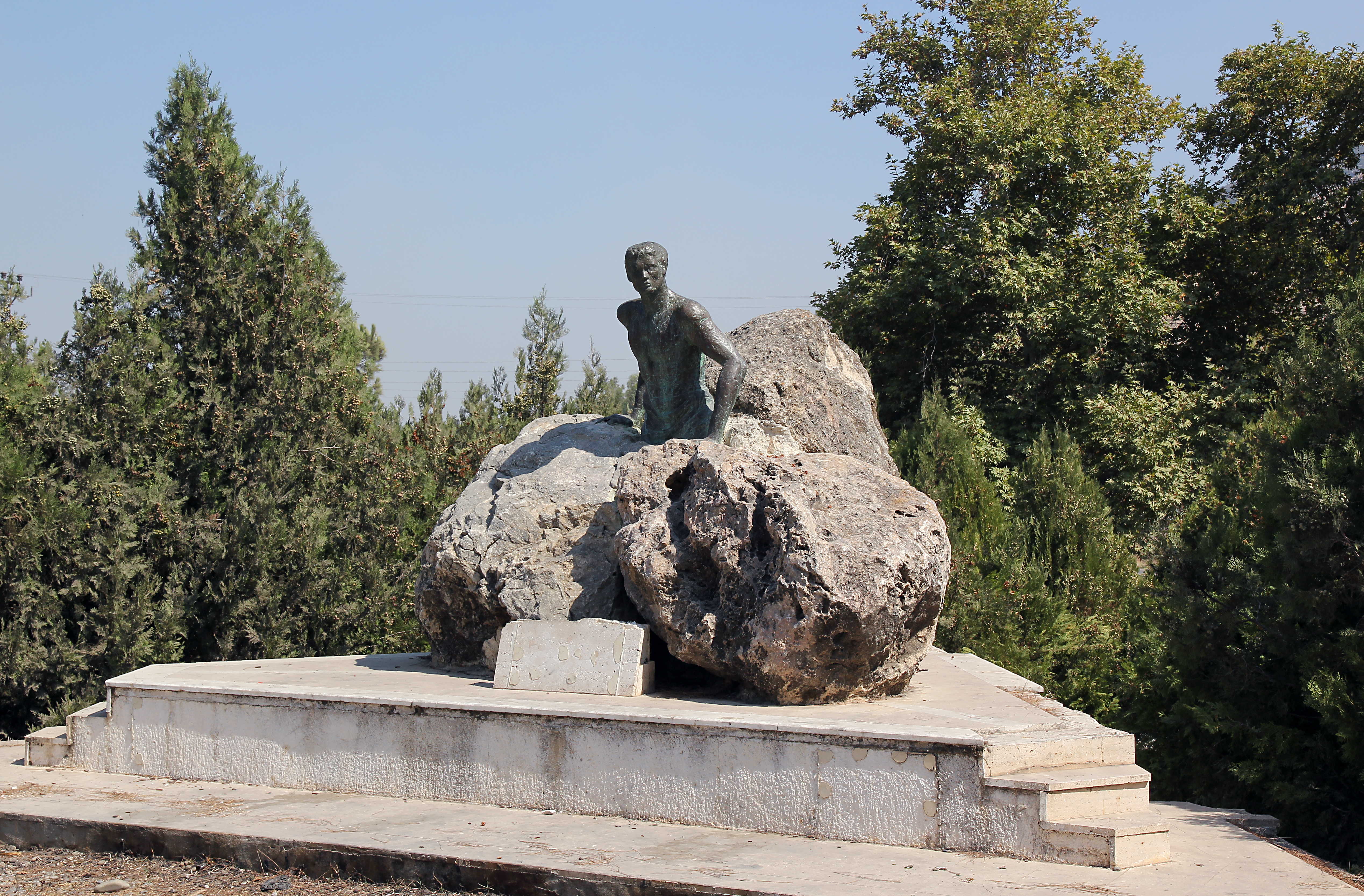
Denkmal der Romanfigur İnce Memed in Kemals Geburtsort Hemite (heute Gökçedam)

Memed mein Falke, im türkischen Original Memed bzw. İnce Memed, ist der Titel eines 1953–1954 in der Zeitung Cumhuriyet und 1955 in Buchform veröffentlichten Romans von Yaşar Kemal. Erzählt wird die Geschichte des Bauernjungen Memet, der aus Wut über die diktatorische und ausbeuterische Herrschaft des Großgrundbesitzers Abdi Aga und dessen Schuld am Unglück seiner Freundin zum Räuber, Rebellen und Rächer wird. 1960 wurde die deutsche Übersetzung von Horst Wilfried Brands unter dem Titel Rot sind Allahs Berge publiziert. 1969, 1984 und 1987 erschienen drei Fortsetzungen der Memed-Geschichte.

## Inhalt
Der Roman spielt in einem Hügelland nördlich der Çukurova-Ebene am Fuß des Taurusgebirges im Süden der Türkei und handelt von dem Bauernsohn Memed, der Räuber wird und sich am Großgrundbesitzer Abdi für das seiner Familie und seiner Geliebten zugefügte Leid rächt.

### Vorgeschichte

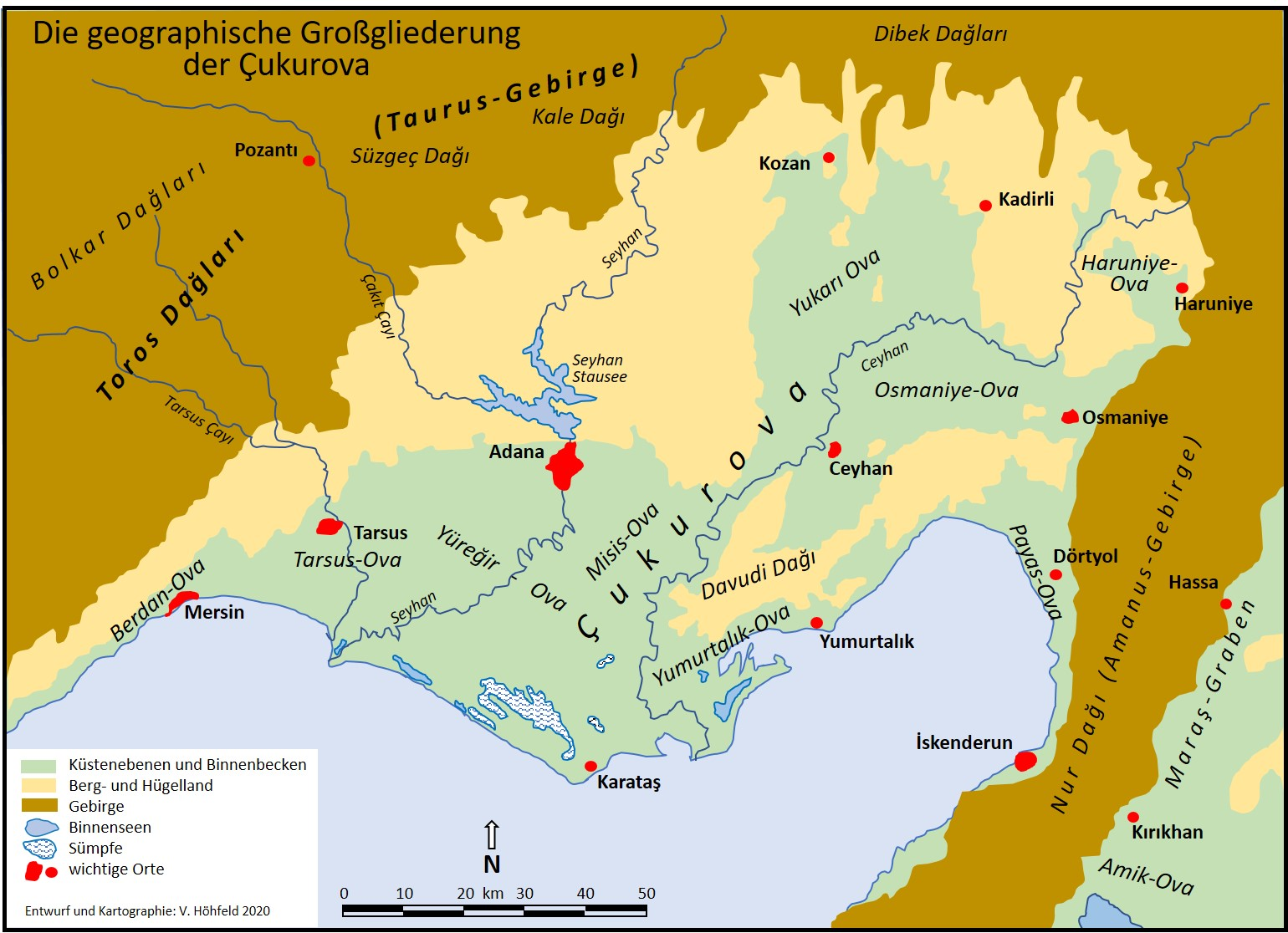
Landschaft der Romanhandlung

Der Großgrundbesitzer Abdi Aga ist der Herr über fünf Dörfer. Im Laufe der Zeit hat er das Land verschuldeter und verarmter, mit einfachen Werkzeugen in sengender Hitze schwer arbeitender Bauern aufgekauft und verpachtet es jetzt an sie. Von deren Ertrag erhält er zwei Drittel ihres Ertrages und die Bauern haben oft im Winter kaum etwas zu essen und müssen betteln. So auch Döne, die Witwe Ibrahims, die im Dorf Değirmenoluk mit ihrem halbwüchsigen Sohn auf sich allein gestellt ist. Ince Memed, d. h. Memed der Schlanke, muss außer der eigenen Feldarbeit als Taglöhner für Abdi mit einem Ochsengespann Distelland umpflügen und wird, wenn der Aga unzufrieden ist, von ihm hart bestraft. Deshalb läuft er eines Tages weg, findet Unterschlupf beim gutmütigen Süleyman im Nachbardorf Kesme und hütet dessen Ziegen (Kap. 2). Doch Abdi Aga erfährt dies und holt ihn zurück (Kap. 4). Da seine Mutter während seiner Abwesenheit die Arbeit allein nicht bewältigte und sich von Abdis Tagelöhnern helfen lassen musste, erhöhten sich die Ernteabgaben an den Aga und sie muss ihre Kuh verkaufen (Kap. 6).

### Entführung der Braut
Die Haupthandlung beginnt mit dem 7. Kapitel. Memed ist ein 18-jähriger junger Mann und arbeitet neben der Bewirtschaftung des gepachteten Landes seiner Mutter als Tagelöhner. Er liebt seine Kinderfreundin Hatçe und sie schickt ihm auf Strümpfen gestrickte Liebesbotschaften. Um für die Geliebte ein Geschenk zu kaufen, wandert er mit seinem Freund Mustafa in die Stadt und entdeckt dabei eine neue Welt der Freiheit ohne Agas. Er träumt von einem selbständigen Leben mit Hatçe, doch diese wird von ihren Eltern Veli, dem Neffen Abdi Agas, als Frau versprochen und ihr Umgang mit dem Freund wird abgebrochen. Deshalb fliehen die beiden in der Nacht bei Dauerregen ins Gebirge und verbringen die erste gemeinsame Nacht miteinander in einer Höhle (Kap. 8). Am frühen Morgen wird ihr Verschwinden bemerkt und Abdi Aga verprügelt in seiner Wut Döne, stellt zusammen mit dem Bräutigam eine Suchmannschaft zusammen und findet Memet und Hatçe mit Hilfe des Spurensuchers Ali im Gebirge. Als die Verfolger Memed festnehmen wollen, schießt er auf den Aga und seinen Neffen Veli und flieht (Kap. 9). Man bringt den schwer verletzten Abdi, Velis Leiche und Hatçe zurück ins Dorf. Der Aga rächt sich für die Demütigung und besticht einige Männer der Suchmannschaft zur Falschaussage, Hatçe habe ihren Verlobten erschossen. Sie wird verhaftet und in der Stadt inhaftiert (Kap. 12). Döne stirbt in der Folge aus Gram.

### Durdus Räuberbande
Memed rettet sich zu Süleyman nach Kesme und dieser bringt ihn zur Bande des Räubers Deli Durdu im Gebirge, um sich dort vor der Polizei zu verstecken (Kap. 10). Obwohl ihn die sadistischen Grausamkeiten Durdus abstoßen, muss er an dessen Überfällen und Raubzügen teilnehmen. Sie werden von Gendarmen verfolgt und umzingelt und beschossen. Nach dem geglückten Ausbruch aus der Umklammerung finden er mit seinem Freund Cabbar Zuflucht bei Yürüken-Nomaden (Kap. 14) und sie erzählen nach ihrer Rückkehr zur Bande von der gastfreundlichen Bewirtung und dem Reichtum der Nomaden. Durdus kommt dadurch auf die Idee eines Überfalls. Memed lehnt sich zum ersten Mal gegen den Bandenchef auf, zwei Kameraden schließen sich ihm an und es kommt zwischen ihnen und Durdus Gruppe zu einem Kugelwechsel. Sie können zwar den Raub nicht verhindern, beschützen aber die Nomaden und vertreiben Durdus. Die drei Rebellen bilden jetzt eine selbständige kleine Gruppe und verschonen, anders als Durdus, die Armen.

### Erster Racheplan
Als sich die Nachricht von Memeds Räuberleben sich in der Gegend verbreitet, bekommt Abdi Angst vor seiner Rache und verschwindet aus dem Dorf. Memed, Cabbar und Recep verfolgen ihn und findet ihn bei seinem Verwandten Hüseyin im Dorf Aktozlu. Sie fordern seine Auslieferung, Abdi verteidigt sich mit Schüssen und die Räuber stecken das Haus in Brand (Kap. 14). Das Feuer breitet sich im ganzen Dorf aus und zerstört es. Memed und seine Kameraden nehmen an, dass Abdi verbrannt ist, doch dieser entkommt, in einem Teppich versteckt, den eine Frau aus dem brennenden Haus zieht. Wütende Bauern und Gendarmen verfolgen Memed und seine Freunde durch die Sümpfe, doch sie können sich in die Berge retten. In Değirmenoluk informieren sie die Bewohner über den vermeintlichen Tod des Agas und rufen dazu auf, das Land wieder an sich zu nehmen und es als freie Bauern zu bewirtschaften. Einige befolgen begeistert seinen Rat, andere haben Angst vor der Rache des Aga (Kap. 17).

### Verfolgung und Hinterhalt
Abdi findet Schutz und Unterstützung beim reichen Ali Safa Bey in Karadut (Kap. 15). Für den Aufbau seines großen Grundbesitzes nutzt er die Überfälle der zahlreichen Räuberbanden auf die Bauern aus. Zurzeit arbeitet er mit Osman dem Verzinner und, nach dessen Tod, mit dem schwarzen Ibrahim zusammen und stiftet sie an, Bauern auszurauben. Verarmt müssen sie dann ihr Land an ihn verkaufen und bei ihm als Tagelöhner arbeiten. Mit dieser Methode ist er Herr über viele Dörfer der Çukurova geworden. Als Gegenleistung für die Ermordung Memets durch Osmans Bande soll ihm Abdi bei der weiteren Vermehrung seines Landbesitzes helfen (Kap. 17). Osman der Verzinner denkt sich eine List aus und lockt Memet mit Hilfe eines alten Bekannten in einen Hinterhalt. Doch dieser ist misstrauisch und tötet Osman im Schusswechsel (Kap. 19). Durch dieses bestandene Abenteuer wird der Ruf des Bauernbefreiers Memet noch mehr ins Heldenhafte gesteigert und verbreitet sich im Land. Er findet viele Unterstützer, die ihn verstecken und mit Lebensmitteln und Munition versorgen (Kap. 20).

### Hatçes Befreiung
Ein wichtiger Helfer bei Memets nächstem Projekt, der Befreiung Hatçes aus der Gefangenschaft ist, neben dem Spurensucher Ali der Lahme, der rüstige 80-jährigen Osman der Mächtige (Kap. 21–25). Als Hatçe und ihre Mitgefangene Iraz ins Gefängnis nach Kozan gebracht werden soll, überfällt Memet die Gendarmeskorte und flieht mit den Frauen ins Gebirge. Mühsam erreichen sie eine Höhle im schwer zugänglichen hohen felsigen Alidağ (Kap. 28). Sergeant Asim fahndet nach ihnen, unterstützt von Ibrahim und seiner Horde, mit einer ganzen Polizeiabteilung. Er durchsucht im Herbst und Winter die ganze Gegend, verhört die Bauern brutal, um sie zu Auskünften zu zwingen. Schließlich finden sie Spuren im Schnee, die zur Höhle führen. Es kommt zu einem langen Gefecht, bis Memet keine Munition mehr hat und sich ergibt. Als der Polizeisergeant bei der Verhaftung Hatçe mit ihrem neugeborenen Jungen entdeckt, bricht er aus Mitleid die Verhaftung ab, zieht sich mit seiner Abteilung zurück und meldet den Misserfolg der Aktion (Kap. 33).

### Rache und Flucht
Ali Safa und Abdi suchen nun Unterstützung bei er Regierung in Ankara und diese fordert vom Landrat ein energisches Vorgehen gegen die Räuberbanden. Asim wir durch Hauptmann Faruk ersetzt. Dieser intensiviert den Druck auf die Bevölkerung und greift das Versteck an. Memet wehrt sich wild, verletzt den Hauptmann und zwingt seine Truppe zu Rückzug. Beim Schusswechsel wird Hatçe getötet. Memet bringt sein Kind ins Dorf und gibt es der mütterlichen Freundin Iraz in Pflege (Kap. 36). Er macht sich auf den Weg in die Kreisstadt und erschießt Abdi in seinem Haus und flüchtet in Richtung des Alidağ (Kap. 37).

## Biographische Bezüge
- Kemal Sadık Gökçeli wurde 1922 als Bauernsohn im heutigen Gökçedam, (früher Hemite) am Fluss Ceyhan am Nordostrand der Çukurova-Ebene geboren. Der Autor kennt die Çukurova aus eigener Erfahrung und hat die Spannungen zwischen den Bevölkerungsgruppen selbst erlebt.
- In einem Interview im Jahr 1987 nannte Kemal den Grund für das Schreiben des Romans: Sein Onkel sei einer der größten Banditen gewesen und dessen Sohn sei als Bandit in den Bergen erschossen worden. Er selbst habe seine Kindheit im Banditentum verbracht. In seiner Gegend habe es bis 1936 fast fünfhundert Banditen gegeben.[2]
- Der Roman Memet spielt in der Jugendzeit Kemals, um 1930. Als Hinweise auf die Datierung werden im Schlussteil Ismet Pascha und der Volksvertreter Ali Saip Ursavas (in den 1920/1930er Jahren Ministerpräsident bzw. Abgeordneter von Kozan) genannt.[3]

## Rezeption
Memed ist Kemals erfolgreichstes Werk, mit dem der Autor auf einen Schlag zum meistgelesenen Schriftsteller der Türkei wurde und mit dem ihm der Durchbruch in die internationale Literatur gelang. Inzwischen ist der Roman in über 40 Sprachen übersetzt worden. Kemal erhielt für Memed und andere Romane zahlreiche internationale Preise. 1955 gewann er den Varlık-Preis, den höchsten Literaturpreis der Türkei. 2017 wurde Memed auf Platz eins der Liste der „100 besten Romane der türkischen Literatur aller Zeiten“ gewählt, die von einer hundertköpfigen Jury unter der Leitung von Hürriyet Pazar ermittelt wurde. 1993 wurde der Roman in der Bertelsmann-Jahrhundert-Edition aufgelegt, die die 100 „großen Werke des 20. Jahrhunderts“ würdigte. Das Buch der 1000 Bücher des Harenberg-Verlags zählt Memed I 2002 aufgrund seiner Wirkung zu den tausend kulturgeschichtlich bedeutsamsten Büchern der Weltliteratur überhaupt. Dem Buch wird nachgesagt, oppositionellen Strömungen, die 1960 einen Umsturz in der Türkei herbeiführten, Auftrieb gegeben zu haben.
In einem Nachruf auf seinen Tod wird Kemal als ein „Instanz des menschlichen und gesellschaftlichen Gewissens“ bezeichnet. Er habe sich immer wieder „zu brennenden Fragen seiner Nation, wie Umwelt, Menschenrechte und Kurden“ kritisch zu Wort gemeldet und diese Themen in seinen Romanen verarbeitet. Damit habe er sich „zum renommiertesten Romancier der türkischen Sprache seiner Generation“ entwickelt und sei früh zu internationalem Ruhm gelangt. Seine Werke seien nicht nur moderne Epen, die „aus der reichhaltigen Quelle der mündlichen Tradition der Volksepen, Märchen und Lieder, durchsetzt von Mythen und Legenden“ schöpfen, sondern zugleich „Zeitdokumente epochaler Verwandlungen in Natur und Gesellschaft“. Wie viele bedeutende Autoren sei er in seinen Romanen „einer besonderen Landschaft und ihren Menschen verpflichtet: der Landschaft Çukurova […] Früh schon erfuhr er dort die Verschandelung der Natur sowie die Unterdrückung und Ausbeutung der Bauern durch Großgrundbesitzer“.
Gelobt wird von Rezensenten auch die Sprache seiner großen Balladen mit „allen erdenklichen Schattierungen von Freude, Hoffnung und Verzweiflung, von Mut und Niedergeschlagenheit, von Trotz und Ergebung […] die Gestalten vorüber[ziehen]“. Dies sei eine „Kunst des Erzählens, die mit westlichen Begriffen kaum umschrieben werden kann: eine originale Epik, die eine neue Welt der Begriffe, Vorstellungen und Moralgesetze eröffnet.“ Kemals Epos sei „ein Gesang, kraftvoll und elegisch zugleich, märchenhaft auch und durchsetzt mit Anklängen an so viele alte Sagen, die an den Lagerfeuern gesungen wurden – als es diese Feuer noch gab.“

## Adaptionen

### Lesung
Sprecher: Dieter Wien. Audible Unionsverlag, 2021. Gekürztes Hörbuch (7 Std. und 25 Min.)

### Verfilmung
- Memed, mein Falke: 1984 wurde der Roman von Peter Ustinov verfilmt. Darsteller: Peter Ustinov (Abdi Aga), Herbert Lom, Denis Quilley, Michael Elphick und Simon Dutton (Memed).

## Deutsche Übersetzungen
- Yaşar Kemal: Memed mein Falke. Übersetzt von Horst Wilfried Brands. Büchergilde Gutenberg, Frankfurt am Main, 1962. Unter dem Titel Jaschar Kemal: Rot sind Allahs Berge. Buchgemeinschaft Donauland Wien, 1960, und Heinrich Scheffler Verlag, 1964.
- Yaşar Kemal: Memed mein Falke. Überarbeitung der Brands-Übersetzung von Helga Dağyeli-Bohne und Yıldırım Dağyeli. Unionsverlag Zürich, 1980.